# کونتشینا
کونتشینا (به چکی: Kunčina) یک منطقهٔ مسکونی در جمهوری چک است که در ناحیه سویتاوی واقع شده‌است. کونتشینا ۲۲٫۶۷ کیلومتر مربع مساحت و ۱٬۳۷۷ نفر جمعیت دارد و ۳۶۵ متر بالاتر از سطح دریا واقع شده‌است.